# Andrea Ehrig
Andrea Ehrig (Andrea Mitscherlich), née le 1er décembre 1960 à Dresde, est une patineuse de vitesse est-allemande.

## Biographie
Aux Jeux olympiques d'hiver de 1976 organisés à Innsbruck en Autriche, elle devient vice-championne olympique derrière Tatyana Averina à l'âge de 15 ans. Aux Jeux de Sarajevo 1984, elle remporte son seul titre sur sa distance favorite, le 3 000 mètres après deux médailles d'argent sur 1 000 m et (1 500 m). En 1988 aux Jeux de Calgary, elle porte son total de médailles olympiques à sept mais perd son titre sur 3 000 mètres. En carrière, Andrea Ehrig aura battu neuf records du monde durant sa carrière et sur trois distances où elle a été médaillée olympique. Son nom Ehrig vient de son second mariage, avec le champion de patinage de vitesse Andreas Ehrig.

## Palmarès
| Compétition                           | Or                           | Argent                                                                     | Bronze         |
| Jeux olympiques                       | 1984 (3 000 m)               | 1976 (3 000 m) 1984 (1 000 m) 1984 (1 500 m) 1988 (3 000 m) 1988 (5 000 m) | 1988 (1 500 m) |
| Championnats du monde toutes épreuves | 1983, 1985                   | 1982, 1984, 1986, 1987                                                     |                |
| Championnats d'Europe toutes épreuves | 1983, 1985, 1986, 1987, 1988 |                                                                            |                |

## Records personnels
| Distance     | Temps         | Année |
| ------------ | ------------- | ----- |
| 500 mètres   | 40 s 71       | 1988  |
| 1 000 mètres | 1 min 19 s 32 | 1988  |
| 1 500 mètres | 2 min 1 s 00  | 1986  |
| 3 000 mètres | 4 min 12 s 09 | 1988  |
| 5 000 mètres | 7 min 17 s 12 | 1988  |